# Serbien och Montenegros flagga

Serbien och Montenegros flagga.

Serbien och Montenegros flagga antogs den 27 april 1992 som Jugoslaviens nya flagga. I samband med att Jugoslavien bytte namn till Serbien och Montenegro lades det fram ett förslag till en ny flagga, men parlamenten i de båda länderna måste först godkänna den nya flaggan innan bytet kunde ske. Detta skedde inte utan flaggan fortsatte att användas fram tills unionen helt upplöstes 5 juni 2006. Serbien och Montenegro har därefter använt sina egna flaggor sedan länderna blivit självständiga. Se Serbiens flagga och Montenegros flagga.